# Ураков, Кирилл Александрович
Кирилл Александрович Ураков (род. 21 декабря 1997, Ижевск) — российский хоккеист, нападающий клуба «Нефтехимик».

## Биография
Сын хоккеиста и тренера Александра Уракова. Воспитанник ижевской «Ижстали». С 2014 года — в системе нижегородского «Торпедо». Отыграв два сезона (2014/15 — 2015/16) за «Чайку» в МХЛ, с сезона 2016/17 — игрок «Торпедо» в КХЛ.
Бронзовый призёр чемпионата мира среди молодёжных команд 2017.
4 декабря 2023 года после расторжения контракта с хоккейным клубом «Торпедо» перешел в клуб «Нефтехимик» из Нижнекамска. 